# NetScout Systems
ネットスカウトシステムズ (NetScout Systems, Inc. NASTAQ:NTCT)は、アメリカ合衆国マサチューセッツ州に本社を置く、ネットワークの可視化、セキュリティ対策製品を開発・販売する多国籍企業である。
アメリカ合衆国を含む北米、南米、ヨーロッパ、アジア計32ヶ国以上に現地オフィスを構え、全世界（120ヶ国以上）に対して販路を持っている。

## 製品
- ネットワーク統合監視製品
  - パケットキャプチャプローブ InfinistreamNG
  - 統合監視アプリケーション 
    - nGeniusONE for Enterprise
    - nGeniusONE for Service Provider
- フロー可視化/サイバーセキュリティ対策製品
  - フロー分析ソリューション Sightline
  - サービスプロバイダ向けDDoS防御製品 Threat Mitigation System(TMS)
  - エンタープライズ向けDDoS対策製品 　Arbor Edge Defense
  - クラウド型DDoS対策ソリューション    Arbor Cloud

## 歴史
1984年				Netscout Systems(ネットスカウトシステムズ) 設立
1992年				ファーストプロダクトとしてRMONベースのEthernet Probeを販売開始
2007年9月		Netscout Systemsによる買収をNetwork Generalが合意したことを発表
2007年11月	パフォーマンスモニタリング製品と統合したSniffer InfiniStream製品を発表
2011年4月		音声・ビデオ管理製品のPsytechnics社をIpswitch U.Kから買収
2014年10月	Danaher Corporationのコミュニケーションビジネスユニットを26億ドルで買収、統合を発表
2015年7月		Danaher Corporationのコミュニケーションビジネスユニット(Arbor Networks, Flulke Networks, Tektronix Communications, VSS Monitoring)の買収、統合を完了